# Agata Wróbel
Agata Ewa Wróbel (Żywiec, 28 agosto 1981) è un'ex sollevatrice polacca, primatista mondiale di categoria +75 kg.

## Carriera
Ha iniziato la carriera di sollevatrice pesi dopo aver visto gli uomini competere alle Olimpiadi estive del 1996 ad Atlanta e dopo aver appreso che il sollevamento pesi femminile sarebbe stato uno degli eventi in gara alle Olimpiadi estive del 2000 a Sydney.
Ai Campionati Mondiali Junior del 2000 il suo totale combinato sia per lo snatch che per il clean and jerk è stato un record di 290 kg. Ha battuto non meno di 11 record mondiali in questo sport. Nel 2002 è stata votata seconda sollevatrice di pesi mondiale dell'anno.
Oltre a numerosi successi nelle competizioni junior e ai mondiali, ha partecipato sia alle Olimpiadi estive del 2000 che a quelle del 2004 nella categoria Women's +75 kg, vincendo rispettivamente una medaglia d'argento e una medaglia di bronzo.
Nel 2003 è apparsa nel documentario francese "M2A – Mission to Athens", che descrive la sua preparazione alle Olimpiadi estive del 2004 ad Atene.

## Altre attività
Dopo il ritiro dallo sport, ha lavorato in un impianto di raccolta differenziata.

## Onorificenze
Per i suoi successi sportivi, ha ricevuto: